# Tomáš Svoboda (myslivec)
Tomáš Svoboda († 4. června 1729) byl český myslivec a mučedník pro víru.
Působil jako panský myslivec v Češově. Byl ženat, měl dvě dcery a tři syny, kteří byli rovněž panskými myslivci. Pro odmítnutí přijetí katolické víry a setrvání v protestantismu byl roku 1729 z podnětu jezuitů v Kopidlně popraven. Za vinu mu bylo kladeno čtení kacířských knih (Bible kralické) a pohrdání Janem Nepomuckým, který byl v roce 1729 svatořečen. Svobodovo tělo bylo spáleno a popel zakopán na popravišti.
O popraveném Tomášovi Svobodovi se zmiňuje i Alois Jirásek v knize Temno. Roku 1929 mu byl u severní brány Češovských valů postaven pomník.
Jeho rodina pocházela ze Zelenecké Lhoty.